# 조종초등학교
조종초등학교는 대한민국 경기도 가평군 조종면 현리에 있는 공립 초등학교이다.

## 학교 연혁
- 1923년 5월 27일 조종공립보통학교(4년제) 개교
- 1938년 4월 1일 조종공립심상소학교(6년제) 개명
- 1941년 4월 1일 조종공립국민학교 개명
- 1987년 7월 1일 상면국민학교 대보분교장 본교로 편입
- 1994년 2월 28일 대보분교장 폐교
- 1994년 3월 1일 운악분교장 본교로 편입
- 1995년 2월 28일 마일분교장 폐교
- 1996년 3월 2일 조종초등학교로 개칭
- 1999년 2월 28일 운악분교장 폐교
- 2021년 1월 11일 제96회 졸업식 (졸업생 60명, 졸업생 누적-9,463)
- 2021년 3월 1일 제31대 윤종옥 교장 취임
- 2021년 3월 1일 일반 16학급 특수 2학급 편성
- 2023년 5월 27일 개교 100주년

## 학교 상징
- 교화 - 개나리 : 불굴의 정신을 뜻함.
- 교목 - 느티나무 : '살아 천년, 죽어 천년', 혈기왕성한 성장을 의미.

## 참고 자료
- 조종초등학교 - 한국교육학술정보원 학교알리미